# Wiktorija Klugina
Wiktorija Jurjewna Klugina (z domu Sliwka), ros. Виктория Юрьевна Клюгина (Сливка) (ur. 28 września 1980), rosyjska lekkoatletka, specjalizująca się w skoku wzwyż.

## Sukcesy
| Rok  | Zawody                      | Miasto | Miejsce | Wynik  |
| ---- | --------------------------- | ------ | ------- | ------ |
| 1999 | Mistrzostwa Europy juniorów | Ryga   |         | 1,90 m |
| 2009 | Halowe Mistrzostwa Europy   | Turyn  |         | 1,96 m |

## Rekordy życiowe
- skok wzwyż (stadion) – 1,98 m (2008)
- skok wzwyż (hala) – 2,00 m (2009)

Jej mężem jest rosyjski skoczek wzwyż, mistrz olimpijski z Sydney (2000) – Siergiej Klugin.